# Géza Kohn
Géza Kohn (serbisch Geca Kon/Геца Кон, * 2. August 1873 in Csongrád, Österreich-Ungarn; † 1941) war ein Buchhändler und Verleger. Seine 1901 in Belgrad gegründete Verlagsbuchhandlung gehörte bereits vor dem Ersten Weltkrieg zu den bedeutendsten in Serbien. In der Zeit zwischen den Weltkriegen war die Geca Kon Aktiengesellschaft der wichtigste Verlag Jugoslawiens. Vermutlich kurz nach dem Einmarsch der Wehrmacht in Serbien wurde Kohn wegen seiner jüdischen Herkunft im April oder Mai 1941 gefangen genommen und ermordet.

## Herkunft Ausbildung
Geza Kohn entstammte einer aschkenasischen Familie in Ungarn. Sein Vater war Rabbiner. Kurz nach Gezas Geburt siedelte sich seine Familie in Semlin an der damaligen ungarisch-serbischen Grenze an. Nach der Grundschulzeit in Semlin besuchte Kohn das Gymnasium in Neusatz, das er 1889 ohne Abschluss verließ. Kohn nahm eine Stellung bei dem Belgrader Buchhändler Friedrich Breslauer an. 1894 kehrte er nach Neusatz zurück und arbeitete bis 1904 in der Buchhandlung von Arsa Pajevic. Seit 1898 war er dort Geschäftsführer.

## Buchhändler in Belgrad
Im Dezember 1900 beantragte Kohn die serbische Staatsbürgerschaft, weil diese die Voraussetzung für die Gründung eines eigenen Unternehmens in Belgrad war. Am 1. Mai 1901 eröffnete er seine Buchhandlung in der Knez Mihajlova, der zentralen Geschäftsstraße der serbischen Hauptstadt. Er bot dort sowohl serbische als auch fremdsprachige Bücher an.
1902 heirate Kohn die Wienerin Luisa Weiss. Das Paar hatte zwei Töchter. Von 1905 an betätigte sich Kohn auch als Verleger. Dabei verfolgte er kein bestimmtes Programm, vielmehr brachte er Bücher unterschiedlichsten Charakters heraus. Er verlegte Schulbücher und Belletristik ebenso wie Titel aus allen wissenschaftlichen Bereichen. So gab er zum Beispiel Machiavelli, Sigmund Freud, Karl Marx, Benedetto Croce und die Märchen der Gebrüder Grimm auf Serbisch heraus. Bis zum Ende des Ersten Weltkriegs war die Verlagsproduktion noch relativ gering und der Sortimentsbuchhandel bildete den Schwerpunkt von Kohns Tätigkeit. In den 1920er Jahren trat dann die Arbeit als Verleger in den Vordergrund.
Der Erste Weltkrieg brachte einen schweren Einschnitt für die Kohnsche Buchhandlung. Nach der Besetzung Belgrads durch die österreichisch-ungarischen Truppen legte sich Kohn 1916 wegen des Umtauschkurses zwischen österreichischer und serbischer Währung mit der Besatzungsmacht an, die so auf sein Geschäft aufmerksam wurde. Da er auch patriotische Titel, so zum Beispiel die Armeezeitung Ratnik (dt. Der Krieger), herausgegeben hatte, wurde er verhaftet und in einem Gefangenenlager interniert. Russische, französische und englische Titel aus seiner Buchhandlung wurden öffentlich verbrannt und das Geschäft blieb bis Kriegsende geschlossen.

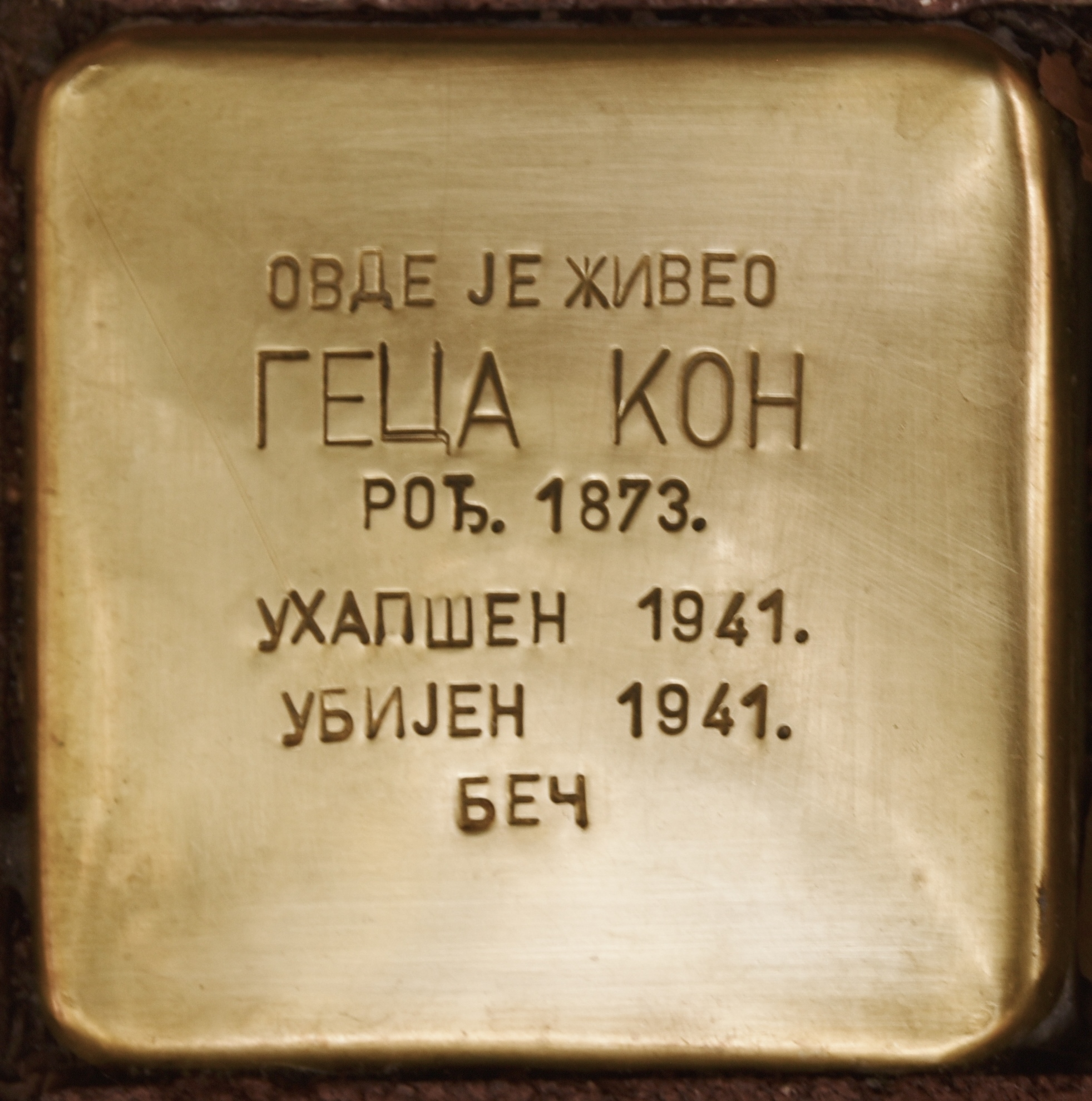
Stolperstein für Géza Kon in Belgrad

Nach dem Krieg baute Kohn sein Geschäft zum größten Verlag des neu entstandenen jugoslawischen Staates aus. In den 40 Jahren seines Bestehens gab der Verlag jährlich etwa 80 Titel heraus. 1939 hatte der Verlagskatalog eine Auflage von 20.000 Stück. Nach wie vor war Kohn in der Zwischenkriegszeit der bedeutendste Importeur fremdsprachiger Bücher und umgekehrt jetzt auch die bedeutendste Bezugsquelle ausländischer Buchhandlungen für serbokroatische Literatur. Einen bedeutsamen Teil seiner Geschäfte verband ihn mit Deutschland, und er war Mitglied des Börsenvereins der Deutschen Buchhändler, bis man ihn 1938 wegen seiner jüdischen Herkunft ausstieß.
1921 war Kohn Mitbegründer der serbischen Buchhändlervereinigung, 1929 wurde er zu deren Präsidenten gewählt. Nach Kritik an seiner Arbeit durch die Verbandskollegen engagierte sich Kohn für die Bildung einer gemeinsamen Buchhändlervereinigung für ganz Jugoslawien, die dann 1933 gebildet wurde.
Obwohl geschäftlich sehr erfolgreich, dachte Kohn nie daran, Filialen in anderen jugoslawischen Städten zu gründen. Das serbische Hinterland ließ er dagegen durch Kolporteure bereisen. 1934 wurde die Verlagsbuchhandlung in eine Aktiengesellschaft umgewandelt, wobei Kohn sein Geschäft mit dem seines Schwiegersohns Franz Bach vereinigte, der gemeinsam mit seiner Frau Elvira Aktionär wurde. Auch Kohns jüngere Tochter Malvina war an der Gesellschaft beteiligt.
Beim Einmarsch der deutschen Truppen in Belgrad flüchtete Kohn ins Innere Serbiens. Augenzeugen berichteten nach Kriegsende, dass er von deutschen Soldaten gestellt und erschossen worden sei. Ebenso erging es seinen Familienmitgliedern, die bis auf seinen Schwiegersohn Leopold Hercog alle 1941 in einem Lager nahe Pančevo erschossen wurden.

## Das Ende der Verlagsbuchhandlung
Die Kohnsche Aktiengesellschaft wurde im Herbst 1941 von den Besatzungsbehörden liquidiert. Der Lagerbestand der Buchhandlung wurde teils an deutsche Bibliotheken, teils an einen zur Kollaboration bereiten serbischen Verlag gegeben. Der Direktor der Wiener Nationalbibliothek Paul Heigl hatte sich aktiv um die Übernahme der in Belgrad geraubten Bücher bemüht, vor Ort sorgte Hermann Gerstner für den Bücherraub. Ein Teil des Raubguts, das nach Leipzig gelangt war, wurde 2007 wiederentdeckt und an die serbische Nationalbibliothek zurückgegeben.
In die Räume des Kohnschen Geschäfts zog 1944 eine Buchhandlung des neu gegründeten Prosveta-Verlags ein. Sie wurde nach Géza Kohn benannt und besteht bis heute (2009).